# 宮城県道7号石巻港線
宮城県道7号石巻港線（みやぎけんどう7ごう いしのまきこうせん）は、宮城県石巻市を通る県道（主要地方道）である。

## 概要
宮城県石巻市の石巻港（旧北上川河口右岸、石巻かわみなと大橋下）と国道398号を結ぶ。震災前は石巻市の市街地を通る狭隘路線であり、一方通行区間も含まれていた。

周辺は2011年東日本大震災による津波で被災しており、沿線では大規模な復興工事が行われた。本路線についても、都市計画道路「大街道石巻港線」の一部として道路整備が行われ、全線にわたって対面通行が可能となった。

なお、石巻港線という路線名であるが、石巻港（仙台塩釜港石巻港区及び石巻漁港）の中心的な機能は、外洋に面して新たに設けられた港に移っており、起点周辺に残る港湾機能は離島航路（田代島、網地島、鮎川方面）の船着き場程度となっている。

### 路線データ
- 起点：石巻市門脇町三丁目
- 終点：石巻市中央二丁目
- 実延長：1379.2m[2]

### 沿線の施設等
- 網地島ライン　中央乗り場
- いしのまき元気いちば
- みやぎ東日本大震災津波伝承館

## 歴史
- 1954年（昭和29年）12月27日 - 宮城県告示第934号により、主要地方道24号「石巻港線」として、石巻港～石巻市仲町の県道石巻女川線（現在の国道398号。現行の県道石巻女川線とは異なる。）分岐までの路線として認定。
- 1993年（平成5年）
  - 5月11日 - 建設省から、県道石巻港線が石巻港線として主要地方道に指定される[3]。
  - 10月19日 - 県道番号が決定[4]され、従前の主要地方道18号[5]から、県道7号に変更される。（12月1日より施行）
- 2011年（平成23年）3月11日 - 東北地方太平洋沖地震（東日本大震災）により沿線が大きな被害を受ける。

## 地理

### 通過する自治体
- 石巻市

### 交差する道路
- 国道398号（終点）

### 交通量[6]
令和３年度・12時間交通量
- 石巻市中央２丁目 - 4,280台